# 1612

## Esdeveniments
- Judici contra la comtessa Elizabeth Bathory, suposada Dràcula, famosa assassina
- Galileo Galilei observa Neptú per primera vegada.
- Bernardo de Sandoval i Rojas, Inquisidor general, publica una nova edició de l''Index Librorum Prohibitorum[1]

## Naixements
- Barcelona: Josep de Magarola i de Grau, 104è President de la Generalitat de Catalunya.

- 20 de març, Northampton: Anne Bradstreet, la primera escriptora i poeta estatunidenca a publicar un llibre (m. 1672)[2]
- 2 d'agost, Ljouwert: Saskia van Uylenburgh, model neerlandesa, que fou dona i model del pintor Rembrandt van Rijn (m.1642).[3]
- Châteaudun, França: Nicolas Chaperon, pintor, dissenyador i gravador del classicisme francès, dins del corrent de l'aticisme.
- Gaoyou, Jiangsu, Xina: Wu Sangui, general dinastia MIng (m. 1678).

## Necrològiques
- 10 d'abril, Istanbul: Sunullah Efendi, xaikh al-Islam de l'Imperi Otomà.
- 30 d'agost, Macau (Xina): Francesco Pasio, jesuïta italià, missioner a la Xina i al Japó (n. 1554).[4]
- 3 de setembre, Castrovirreyna (Perú): Isabel Barreto de Castro, navegant espanyola, considerada la primera almirall (n. 1567).[5]
- setembre, Florència, República de Florència: Giovanni Bardi, militar, literat i músic impulsor de la Camerata Fiorentina.
- Viena: Johann Rasch, compositor del Renaixement.
- Frankfurt del Main: Marten van Valckenborch, pintor renaixentista flamenc especialitzat en la pintura de paisatge.